# Bacchisa nigroantennata
Bacchisa nigroantennata là một loài bọ cánh cứng trong họ Cerambycidae.